# 벨 캐나다
벨 캐나다(Bell Canada, 간단히 벨)는 캐나다의 통신 및 미디어 회사로, 본사는 퀘벡 몬트리올에 위치해 있다. 자회사로는 Bell Aliant, Northwestel, Télébec, NorthernTel이 있다.

## 역사
역사적으로 벨 캐나다는 캐나다의 가장 중요하고 가장 강력한 기업들 가운데 하나이며, 1975년에는 캐나다에서 5위로 큰 기업으로 등재되었다. 이 회사는 전화를 발명하고 보스턴 주 메사추세츠에 벨 텔레폰 컴퍼니를 공동 설립한 알렉산더 그레이엄 벨의 이름을 따서 지어졌다. 벨 캐나다는 1880년부터 1975년까지 벨 시스템의 캐나다 자회사로서 운영되었다. 그러나 벨이 운영한 다른 지역 기업들과는 달리 벨 캐나다는 자체 연구 및 개발 연구소가 있다.

## 서비스

### 음성
벨 캐나다는 표준 음성 서비스를 제공한다. "디지털 음성"이라는 이름으로 VoIP를 고객에게 제공한다.

### 보이스메일
벨 홈 폰과 벨 모빌리티는 선택적인 기능으로서 보이스메일 서비스를 제공한다.

### 텔레비전
이전 이름이 ExpressVu인 벨 TV는 위성 텔레비전 서비스 제공자이다.

### 인터넷 접속
벨 인터넷은 전화 서비스를 이용할 수 있는 수많은 지역에 고속 DSL 인터넷 서비스를 제공한다.

## 같이 보기
- 벨 센터
- 벨 모빌리티